# Штіфенгофен
Штіфенгофен (нім. Stiefenhofen) — громада в Німеччині, знаходиться в землі Баварія. Підпорядковується адміністративному округу Швабія. Входить до складу району Ліндау. Центр об'єднання громад Штіфенгофен.
Площа — 28,96 км2. Населення становить 1916 ос. (станом на 31 грудня 2020).

## Галерея

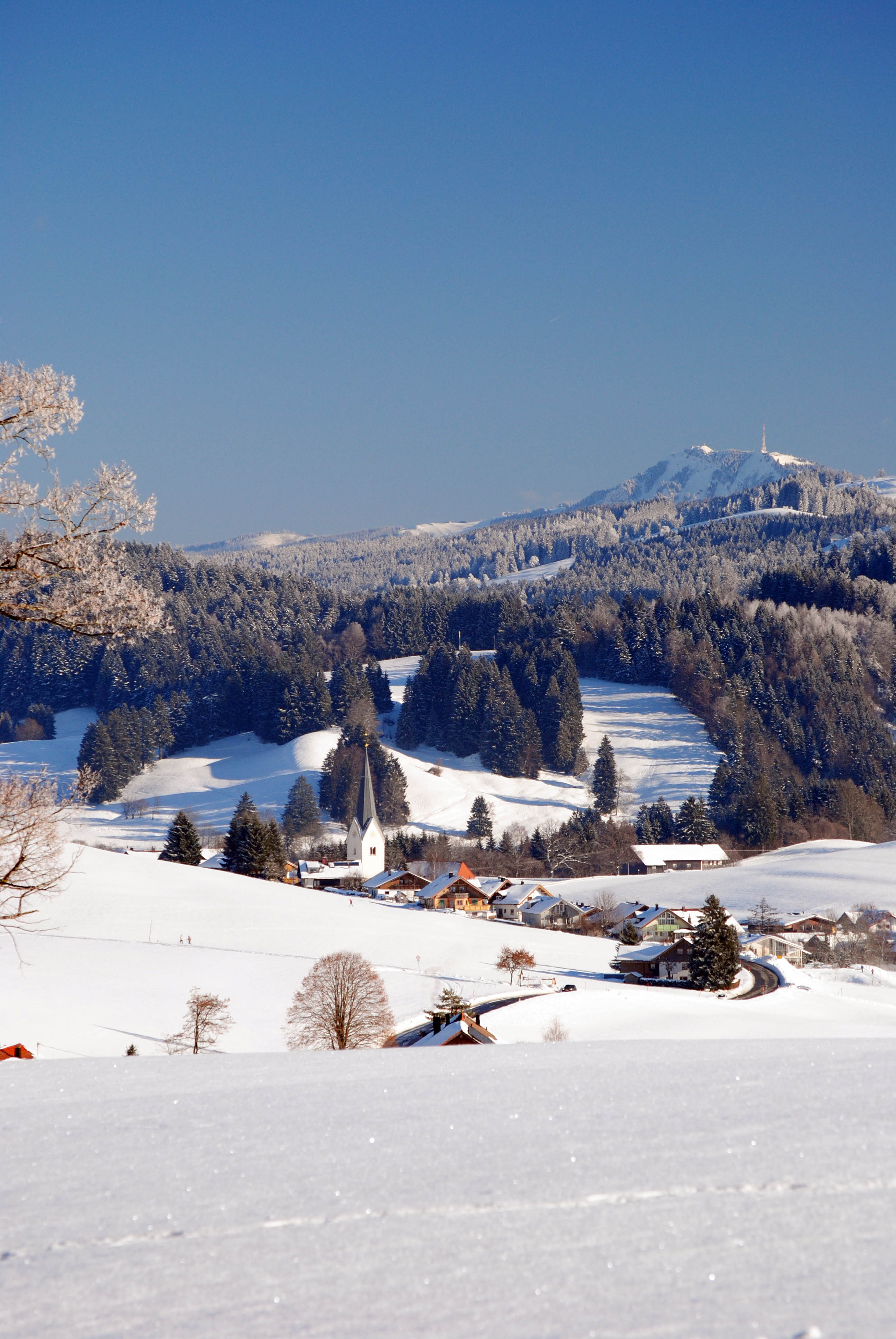
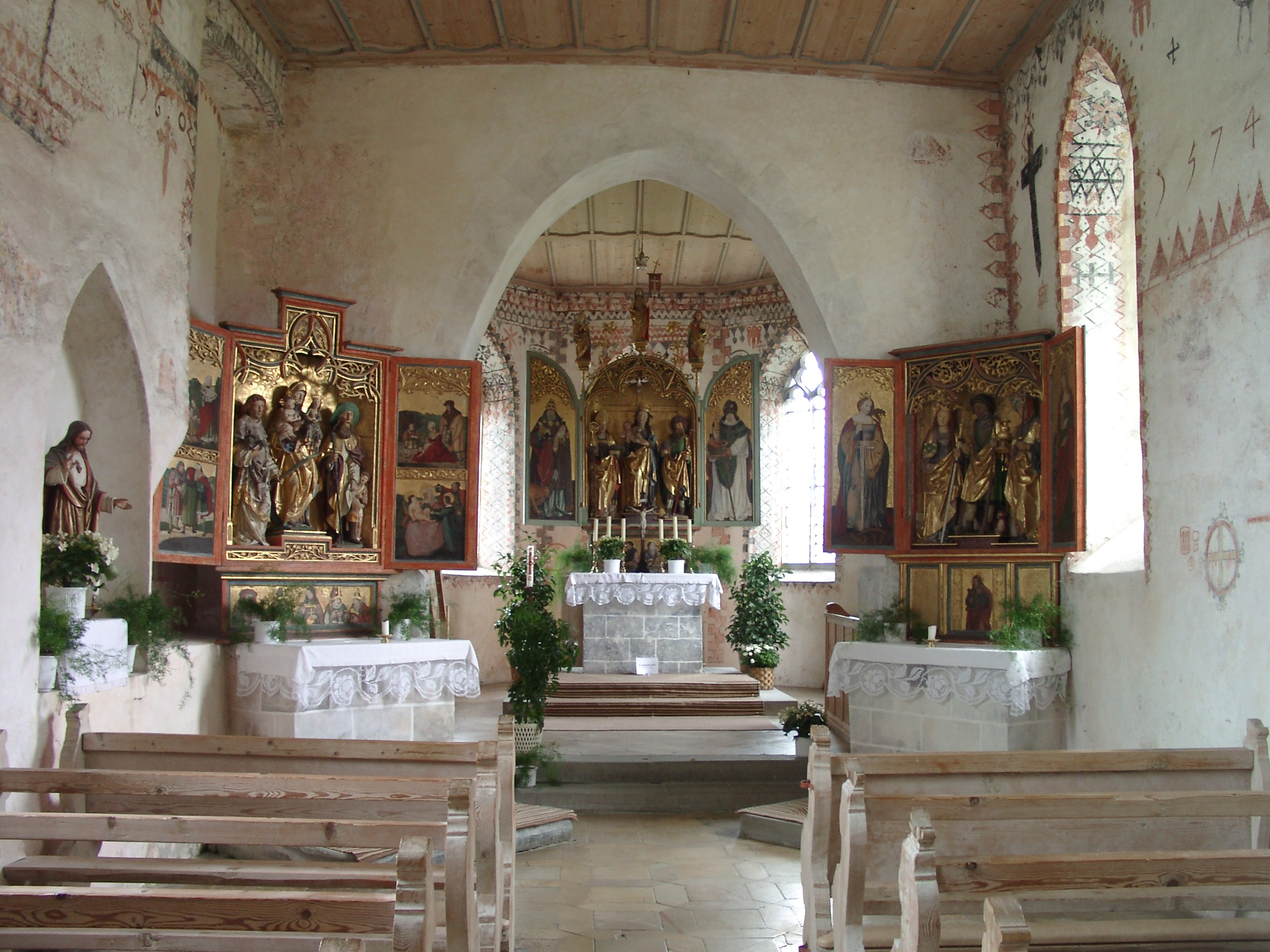